# Talin Hiag (köpinghuvudort i Kina, Heilongjiang Sheng, lat 46,16, long 124,14)
Talin Hiag (kinesiska: 他拉哈, 他拉哈镇) är en köpinghuvudort i Kina. Den ligger i provinsen Heilongjiang, i den nordöstra delen av landet, omkring 200 kilometer väster om provinshuvudstaden Harbin. Antalet invånare är 19 852. Befolkningen består av 9 704 kvinnor och 10 148 män. Barn under 15 år utgör 15,0 %, vuxna 15-64 år 77 %, och äldre över 65 år 6,0 %.
Runt Talin Hiag är det ganska glesbefolkat, med 36 invånare per kvadratkilometer. Det finns inga andra samhällen i närheten. Trakten runt Talin Hiag består till största delen av jordbruksmark.
Genomsnittlig årsnederbörd är 716 millimeter. Den regnigaste månaden är juli, med i genomsnitt 201 mm nederbörd, och den torraste är januari, med 4 mm nederbörd.